# Cottus haemusi
Cottus haemusi is een straalvinnige vissensoort uit de familie van de donderpadden (Cottidae). De wetenschappelijke naam van de soort is voor het eerst geldig gepubliceerd in 1986 door Marinov & Dikov.